# Addicted to Fresno
Pour plus de détails, voir Fiche technique et Distribution.
Addicted to Fresno est un film américain réalisé par Jamie Babbit, sorti en 2015.

## Synopsis
Shannon, plus ou moins nymphomane, est accueillie chez sa sœur, la lesbienne Martha, à sa sortie de prison. Cette dernière lui a trouvé un emploi de femme de chambre dans l'hôtel où elle travaille à Fresno. Par accident Shannon tue un des clients. Que faire du cadavre?

## Fiche technique
- Titre : Addicted to Fresno / Fresno
- Réalisation : Jamie Babbit
- Scénario : Karey Dornetto
- Producteurs : Stephanie Meurer, Andrea Sperling, Una Jackman
- Société de production : Gamechanger Films, Leeden Media, Lakeview Productions
- Musique :
- Langue d'origine : Anglais américain
- Pays de production :  États-Unis
- Genre : Comédie noire
- Lieux de tournage : Fresno, Californie, États-Unis
- Durée : 85 minutes
- Date de sortie : 
  - États-Unis : 1er septembre 2015

## Distribution
- Judy Greer : Shannon
- Natasha Lyonne : Martha
- Malcolm Barrett : Eric
- Jessica St. Clair : Kristen
- Edward Barbanell (en) : Jerry
- Ron Livingston : Edwin
- Aubrey Plaza : Kelly
- John Roohinian : Noah
- Kumail Nanjiani : Damon
- Davenia McFadden : Denise
- Jon Daly : Boris Lipka
- Paul Bates (nl) : Henry
- Molly Shannon : Margaret Lipka
- Barbara Drotow : Kasia Lipka
- Alan Mandell : Arthur Lipka
- Clea DuVall : Regina
- Maria Olsen :la joueuse de softball